# Horizocerus albocristatus

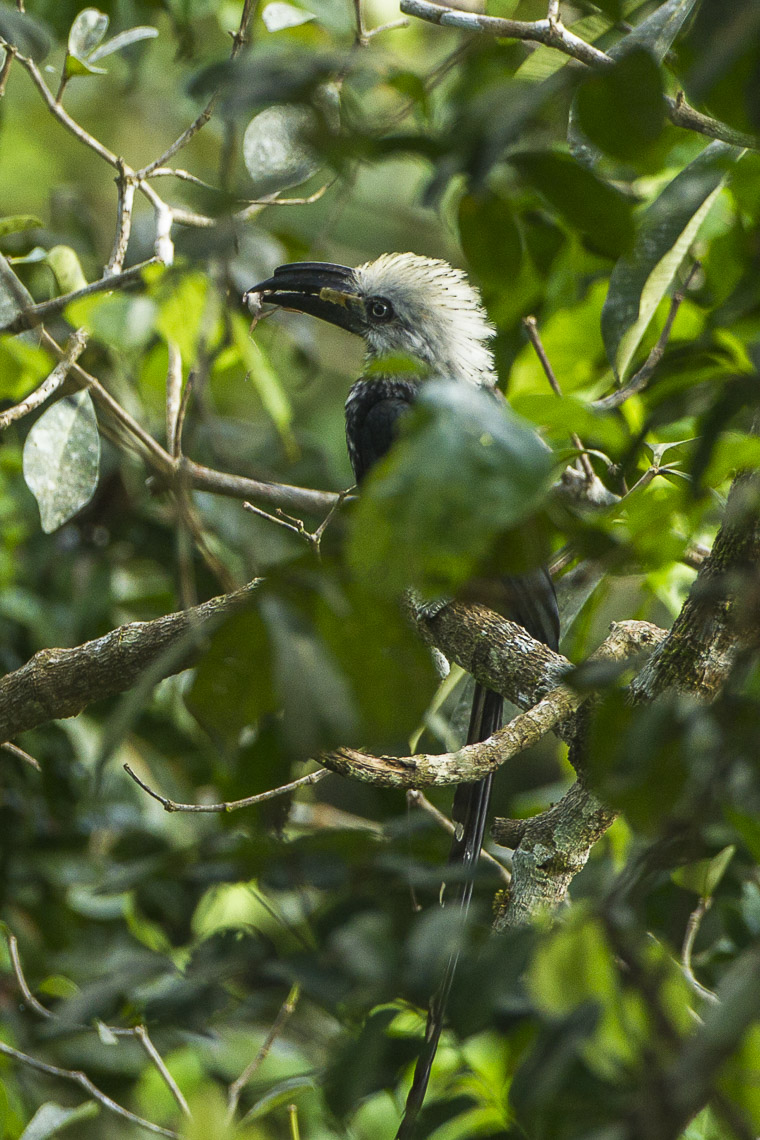
Bucero crestabianca in Ghana.

Il buceretto crestabianca (Horizocerus albocristatus (Cassin, 1848)) è un uccello della famiglia dei Bucerotidi originario dell'Africa occidentale e centrale.

## Descrizione

### Dimensioni
Misura 70-80 cm di lunghezza, per un peso di 279-315 g nel maschio e di 276-288 g nella femmina.

### Aspetto
Il buceretto crestabianca, che comprende tre sottospecie, è, tra tutti i buceri africani, il più facile da riconoscere. È caratterizzato da un becco privo di casco e da un ciuffo bianco le cui piume, all'estremità, terminano con piccole macchie nere. Nella sottospecie nominale, H. a. albocristatus, il resto del piumaggio, ali e coda incluse, è nero e lucente. La coda, molto lunga, è fortemente graduata, con l'estremità di tutte le timoniere bianca. Il becco, lungo fino a 7 cm, è generalmente nero con una macchia variabile chiara alla base. La pelle che circonda l'occhio è glabra e di colore blu. Si distinguono dalla sottospecie tipo H. a. cassini, che possiede copritrici alari coperte di macchioline bianche, e H. a. macrourus, dal collo squamoso grigio.

## Biologia
I buceretti crestabianca vivono in coppia o in gruppi familiari. Nonostante la loro lunghissima coda, si arrampicano con agilità attraverso i rami bassi degli alberi e, quando volano, sembrano fluttuare nell'aria con facilità. Seguono spesso le orde di cercopitechi, nonché alcuni grandi scoiattoli delle foreste equatoriali. Questo tipo di associazione può essere spiegato dall'interesse per i frutti e gli insetti che queste specie arboricole fanno cadere o disturbano al loro passaggio e che i buceri pertanto afferrano per nutrirsi.

### Alimentazione
I buceretti crestabianca si nutrono principalmente di insetti e seguono anche le colonie di formiche legionarie che catturano con abilità. La componente animale costituisce l'85% della dieta, mentre il restante 15% è composto da frutti maturi e da sostanze vegetali.

### Riproduzione
Come nelle altre specie di buceri, la femmina si chiude nella cavità di un albero, fabbricando una parete con fango e materie fecali e lasciando solo una piccola apertura attraverso la quale il maschio può nutrirla durante il periodo di cova. Durante la sua reclusione perde tutte le piume, che usa per rivestire il fondo del nido. La covata può comprendere fino a 6 uova, la cui incubazione dura circa 25 giorni. Fino a quando i nidiacei non hanno sviluppato abbastanza piumaggio, la femmina resta in loro compagnia sul fondo della cavità. Più tardi lascia il nido per aiutare il maschio a nutrire la famiglia. I piccoli allora provvedono essi stessi a restaurare la parete che sigilla il nido utilizzando un miscuglio di escrementi e di resti alimentari.

## Distribuzione e habitat
Questa specie forestale vive nelle gallerie delle grandi foreste equatoriali fino a 800 metri di altitudine, senza mai allontanarsi dalla copertura vegetale. È endemica delle regioni occidentali e centrali dell'Africa. Il suo areale è suddiviso in due settori ben distinti: uno che va dalla Guinea fino al Ghana e l'altro che va dal sud della Nigeria fino al nord dell'Angola e all'ovest dell'Uganda, passando per il Camerun, il Gabon, la Repubblica del Congo e la maggior parte della Repubblica Democratica del Congo.

## Tassonomia

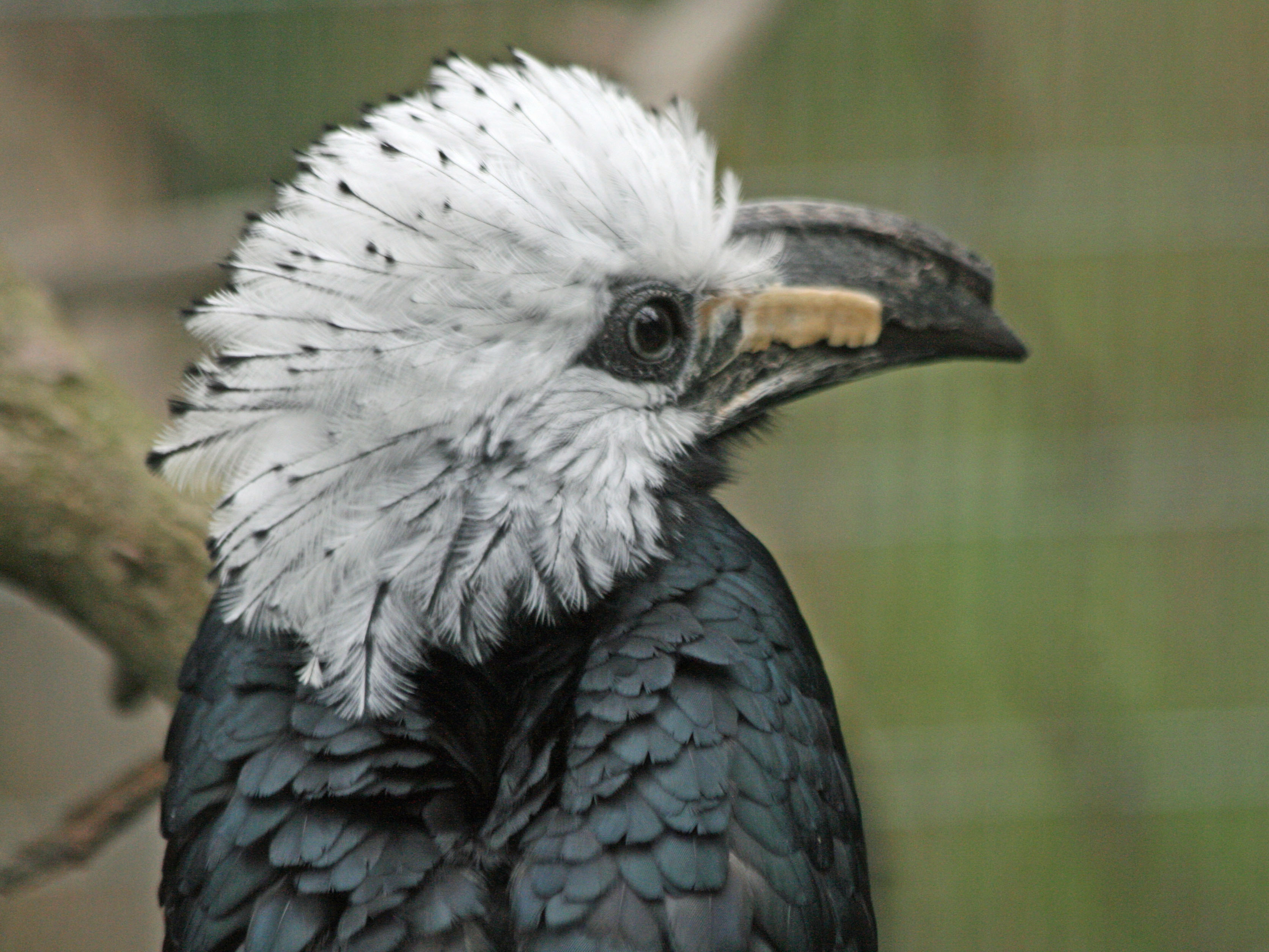
Primo piano della testa.

Vengono riconosciute tre sottospecie:
- H. a. albocristatus (Cassin, 1848), diffusa nelle regioni meridionali di Sierra Leone e Guinea, in Liberia e nelle regioni occidentali della Costa d'Avorio;
- H. a. macrourus (Bonaparte, 1850), diffusa nella fascia di territorio compresa tra le regioni orientali della Costa d'Avorio e il Benin;
- H. a. cassini (Finsch, 1903), diffusa dalle regioni meridionali della Nigeria fino all'Uganda occidentale ad est e all'Angola settentrionale a sud.

Ultimamente gli studiosi tendono a suddividere questa specie in due forme distinte: il buceretto crestabianca occidentale (H. albocristatus), con le due sottospecie albocristatus e macrourus, e il buceretto crestabianca orientale (H. cassini), monotipico.